# Metilhomatropin-bromid
A metilhomatropin-bromid vagy homatropin-metilbromid az atropinnál gyengébb paraszimpatolitikum(en). Mint a szintetikus tropeineknek általában, lényegében nincs központi idegrendszeri hatása. Csökkenti a simaizmok tónusát, a gyomor-bél traktus simaizmainak vagotónia miatt fellépő fokozott aktivitását, az erős perisztaltikát, valamint a hányingert és a hányást. Az epehólyagot elernyeszti és az epevezeték simaizomzatának görcsét oldja. Az epe kiválasztását nem gátolja. A bélgörcsöt, helyi fájdalmat megszünteti. Az epekő okozta simaizomgörcs oldását elősegíti. Számos vegyület hatását fokozza.

## Felszívódás
A homatropin-metilbromid jól szívódik fel a gyomor-bél rendszerből. Mivel kvaterner ammóniumvegyület, a tercier nitrogént tartalmazó vegyületektől eltérően lipofób és hidrofil tulajdonságú, ezért nehezebben jut át a vér-agy gáton, lényegében nem jut be a központi idegrendszerbe. A májban metabolizálódik és nagyrészt a vizelettel ürül.
A metil-homatropin toxicitása mind nagyságrendjében, mind jellegében az atropin toxicitásával közel azonos. Az antikolinerg hatás ismert tüneteit mutatja. Kolinészteráz gátlók hatását jól antagonizálja.

## Készítmények
- BILAGIT DRG
- GUTTA METHYLH.COMP. FONOVI
- HOMATROPINI METHYLBROMIDUM
- NEO-BILAGIT FILMTABLETTA
- PULV CHOLAGOGUS FONOVII
- PULV SPASMALGETICUS FONOVII
- RIDOL
- TROPARIN
- TROPARIN COMBINATUM

Magyarországon:
| BILA-GIT filmtabletta        | 10x buborékcsomagolásban 30x buborékcsomagolásban | Papaverine Hydrochloride homatropine methylbromide |
| TROPARIN COMBINATUM tabletta | 20x buborékcsomagolásban                          | Homatropine methylbromide phenobarbital            |

## Fordítás
- Ez a szócikk részben vagy egészben  a   Homatropine című angol Wikipédia-szócikk fordításán alapul.  Az eredeti cikk szerkesztőit annak laptörténete sorolja fel. Ez a jelzés csupán a megfogalmazás eredetét és a szerzői jogokat jelzi, nem szolgál a cikkben szereplő információk forrásmegjelöléseként.

## Kapcsolódó lapok
- homatropin